# Clione okhotensis
Clione okhotensis is een slakkensoort uit de familie van de Clionidae. De wetenschappelijke naam van de soort werd voor het eerst geldig gepubliceerd in 2017 door Yamazaki en Kumahara.